# 妇女权利国家历史公园
妇女权利国家历史公园（英語：Women’s Rights National Historical Park）又譯女性權利國家歷史公園，位于纽约州五指湖地区的塞内卡佛斯市（Seneca Falls）。
妇女权利国家历史公园的面积不到3万平方米，是国家公园管理局管理的最小公园之一。这座公园于1980年建立，为的是纪念1848年在此地举行的第一次全国妇女大会以及美国历史上的妇女运动。
妇女权利国家历史公园包括首次妇女权利大会召开时的威斯利卫理公会教堂、伊丽莎白·卡迪·斯坦顿的家、麦克林托克的家、简·亨特的家以及全国妇女名人堂、刻有“妇女权利宣言”全文的水墙等建筑。